# Piñeiro (Páramo)
Piñeiro (llamada oficialmente San Salvador de Piñeiro) es una parroquia y una aldea española del municipio de Páramo, en la provincia de Lugo, Galicia.

## Organización territorial
La parroquia está formada por cinco entidades de población:
- Cruces (As Cruces)
- Piñeiro
- Quintela
- Salgueiredo
- San Paio

## Demografía

### Parroquia
| Gráfica de evolución demográfica de Piñeiro (parroquia) entre 2000 y 2020 |
|                                                                           |
| Datos según el nomenclátor publicado por el INE.                          |

### Aldea
| Gráfica de evolución demográfica de Piñeiro (aldea) entre 2000 y 2020 |
|                                                                       |
| Datos según el nomenclátor publicado por el INE.                      |